# Chaklasi
Chaklasi (en guyaratí: ચકલાસી) es una ciudad de la India en el distrito de Kheda, estado de Guyarat.

## Geografía
Se encuentra a una altitud de 39 m s. n. m. a 86 km de la capital estatal, Gandhinagar, en la zona horaria UTC +5:30.

## Demografía
Según estimación 2011 contaba con una población de 41 718 habitantes.